# Silver Night
«Silver Night» —en español: «Noche Plateada»— es el segundo sencillo para su noveno álbum Dark Matters de la banda de rock alternativo finlandesa The Rasmus y la octava pista en el álbum. Fue lanzado el 29 de julio de 2017. El video oficial de la canción fue estrenado el 1 de diciembre dirigido por Vesa Manninen. La canción habla sobre lo que el cantante de la banda Lauri Ylönen sintió al mudarse a Los Ángeles, apartado de sus amigos y familia de Finlandia, sobre convertirse en el lobo solitario.

## Lista de canciones
Descarga digital

| N.º | Título         | Duración |  |
| 1.  | «Silver Night» | 3:34     |  |

## Créditos
The Rasmus
- Lauri Ylönen: Vocales
- Pauli Rantasalmi: Guitarra
- Eero Heinonen: Bajo
- Aki Hakala: Batería